# San José de Cusmapa
San José de Cusmapa är en kommun (municipio) i Nicaragua med 7 785 invånare (2012).  Den ligger i departementet Madriz i den nordvästra delen av landet, vid gränsen mot Honduras. San José de Cusmapa är den högst belägna kommunen i Nicaragua och den bergiga trakten bjuder på många fina utsiktsplatser och vyer.

## Geografi
San José de Cusmapa gränsar till kommunerna  Las Sabanas i norr, San Juan de Limay i öster och  San Francisco del Norte  i söder, samt till Honduras i väster. Kommunens största ort är centralorten San José de Cusmapa med 1 405 invånare (2005).

## Natur
I den östra delen av kommunen ligger naturreservatet Tepesomoto-La Pataste.

## Historia
San José de Cusmapa blev en självständig kommun 1962 genom en utbrytning från Las Sabanas.

## Religion
Kommunen firar sina festdagar den 19 mars till minne av Sankt Josef från Nasaret och de 2 augusti till minne av Vår Fru av Änglarna.